# صفیه العمری
صفیه العمری (عربی: صفية العمري؛ زادهٔ ۲۰ ژانویهٔ ۱۹۴۹) هنرپیشه اهل مصر است.
او فعالیت حرفه‌ای خود را در عرصه روزنامه‌نگاری آغاز کرد و زبان روسی رشته اصلی او بود. او توسط جلال عیسی وارد عرصه‌ی بازیگری شد.